# آني ديلارد
آني ديلارد (بالإنجليزية: Annie Dillard)‏ (من مواليد 30 أبريل 1945) هي مؤلفة أمريكية ، اشتهرت بالنثر السردي في كل المواضيع الخيالية وغير الخيالية . وقد نشرت أعمال الشعر والمقالات والنثر ، و النقد الأدبي ، فضلا عن اثنين من الروايات وسيرة واحدة.
اعمالها بعام 1974 الحج في خور تنكر فازت بجائزة بوليتزر للعام 1975 قصصي . تدرس ديلارد لمدة 21 عاما في قسم اللغة الإنجليزية في جامعة ويسليان ، في ميدلتاون بولاية كونيتيكت.

## روابط خارجية
- آني ديلارد على موقع الموسوعة البريطانية (الإنجليزية)
- آني ديلارد على موقع إن إن دي بي (الإنجليزية)
- آني ديلارد على موقع ديسكوغز (الإنجليزية)